# Popis osvajača medalja na svjetskim prvenstvima u plivanju
Slijedi popis osvajača medalja na Svjetskim prvenstvima u plivanju. Popis je poredan po disciplinama.

### Slobodni stil

#### 50 m slobodno
| SP              | Zlato                     | Srebro                    | Bronca                                |
| --------------- | ------------------------- | ------------------------- | ------------------------------------- |
| Madrid 1986.    | Tom Jager                 | Dano Halsall              | Matt Biondi                           |
| Perth 1991.     | Tom Jager                 | Matt Biondi               | Gennadiy Prigoda                      |
| Rim 1994.       | Aleksandr Popov           | Gary Hall Jr.             | Majolis Raimundas                     |
| Perth 1998.     | Bill Pilczuk              | Aleksandr Popov           | Ricardo Busquets Michael Klim         |
| Fukuoka 2001.   | Anthony Ervin             | Pieter van den Hoogenband | Roland Mark Schoeman Tomohiro Yamanoi |
| Barcelona 2003. | Aleksandr Popov           | Mark Foster               | Pieter van den Hoogenband             |
| Montréal 2005.  | Roland Mark Schoeman      | Duje Draganja             | Bartosz Kizierowski                   |
| Melbourne 2007. | Benjamin Wildman-Tobriner | Cullen Jones              | Stefan Nystrand                       |
| Rim 2009.       | César Cielo               | Frédérick Bousquet        | Amaury Leveaux                        |
| Šangaj 2011.    | César Cielo               | Luca Dotto                | Alain Bernard                         |
| Barcelona 2013. | César Cielo               | Vladimir Morozov          | George Bovell                         |

#### 100 m slobodno
| SP              | Zlato                        | Srebro                    | Bronca             |
| --------------- | ---------------------------- | ------------------------- | ------------------ |
| Beograd 1973.   | Jim Montgomery               | Michel Rousseau           | Michael Wenden     |
| Cali 1975.      | Andrew Coan                  | Vladimir Bure             | Jim Montgomery     |
| Berlin 1978.    | David McCagg                 | Jim Montgomery            | Klaus Steinbach    |
| Guayaquil 1982. | Jörg Woithe                  | Rowdy Gaines              | Per Johansson      |
| Madrid 1986.    | Matt Biondi                  | Stéphan Caron             | Tom Jager          |
| Perth 1991.     | Matt Biondi                  | Tommy Werner              | Giorgio Lamberti   |
| Rim 1994.       | Aleksandr Popov              | Gary Hall Jr.             | Gustavo Borges     |
| Perth 1998.     | Aleksandr Popov              | Michael Klim              | Lars Frölander     |
| Fukuoka 2001.   | Anthony Ervin                | Pieter van den Hoogenband | Lars Frölander     |
| Barcelona 2003. | Aleksandr Popov              | Pieter van den Hoogenband | Ian Thorpe         |
| Montréal 2005.  | Filippo Magnini              | Roland Mark Schoeman      | Ryk Neethling      |
| Melbourne 2007. | Filippo Magnini Brent Hayden | -                         | Eamon Sullivan     |
| Rim 2009.       | César Cielo                  | Alain Bernard             | Frédérick Bousquet |
| Šangaj 2011.    | James Magnussen              | Brent Hayden              | William Meynard    |
| Barcelona 2013. | James Magnussen              | Jimmy Feigen              | Nathan Adrian      |

#### 200 m slobodno
| SP              | Zlato             | Srebro                    | Bronca                    |
| --------------- | ----------------- | ------------------------- | ------------------------- |
| Beograd 1973.   | Jim Montgomery    | Kurt Krumpholz            | Roger Pyttel              |
| Cali 1975.      | Tim Shaw          | Bruce Furniss             | Brian Brinkley            |
| Berlin 1978.    | William Forrester | Rowdy Gaines              | Sergey Kopliakov          |
| Guayaquil 1982. | Michael Groß      | Rowdy Gaines              | Jörg Woithe               |
| Madrid 1986.    | Michael Groß      | Sven Lodziewski           | Matt Biondi               |
| Perth 1991.     | Giorgio Lamberti  | Stefan Zesner             | Artur Wojdat              |
| Rim 1994.       | Antti Kasvio      | Anders Holmertz           | Danyon Loader             |
| Perth 1998.     | Michael Klim      | Massimiliano Rosolino     | Pieter van den Hoogenband |
| Fukuoka 2001.   | Ian Thorpe        | Pieter van den Hoogenband | Klete Keller              |
| Barcelona 2003. | Ian Thorpe        | Pieter van den Hoogenband | Grant Hackett             |
| Montréal 2005.  | Michael Phelps    | Grant Hackett             | Ryk Neethling             |
| Melbourne 2007. | Michael Phelps    | Pieter van den Hoogenband | Park Tae-hwan             |
| Rim 2009.       | Paul Biedermann   | Michael Phelps            | Danila Izotov             |
| Šangaj 2011.    | Ryan Lochte       | Michael Phelps            | Paul Biedermann           |
| Barcelona 2013. | Yannick Agnel     | Conor Dwyer               | Danila Izotov             |

#### 400 m slobodno
| SP              | Zlato              | Srebro             | Bronca             |
| --------------- | ------------------ | ------------------ | ------------------ |
| Beograd 1973.   | Rick DeMont        | Brad Cooper        | Bengt Gingsjö      |
| Cali 1975.      | Tim Shaw           | Bruce Furniss      | Frank Pfüste       |
| Berlin 1978.    | Vladimir Salnjikov | Jeffrey Float      | William Forrester  |
| Guayaquil 1982. | Vladimir Salnjikov | Svietoslav Semenov | Sven Lodziewski    |
| Madrid 1986.    | Rainer Henkel      | Uwe Daßler         | Daniel Jorgensen   |
| Perth 1991.     | Jörg Hoffmann      | Stefan Pfeiffer    | Artur Wojdat       |
| Rim 1994.       | Kieren Perkins     | Antti Kasvio       | Danyon Loader      |
| Perth 1998.     | Ian Thorpe         | Grant Hackett      | Paul Palmer        |
| Fukuoka 2001.   | Ian Thorpe         | Grant Hackett      | Emiliano Brembilla |
| Barcelona 2003. | Ian Thorpe         | Grant Hackett      | Dragoş Coman       |
| Montréal 2005.  | Grant Hackett      | Yuriy Prilukov     | Oussama Mellouli   |
| Melbourne 2007. | Park Tae-hwan      | Grant Hackett      | Yuriy Prilukov     |
| Rim 2009.       | Paul Biedermann    | Oussama Mellouli   | Lin Zhang          |
| Šangaj 2011.    | Park Tae-hwan      | Sun Yang           | Paul Biedermann    |
| Barcelona 2013. | Sun Yang           | Kosuke Hagino      | Connor Jaeger      |

#### 800 m slobodno
| SP              | Zlato               | Srebro           | Bronca               |
| --------------- | ------------------- | ---------------- | -------------------- |
| Fukuoka 2001.   | Ian Thorpe          | Grant Hackett    | Graeme Smith         |
| Barcelona 2003. | Grant Hackett       | Larsen Jensen    | Igor Chervynskyi     |
| Montréal 2005.  | Grant Hackett       | Larsen Jensen    | Yuriy Prilukov       |
| Melbourne 2007. | Przemysław Stańczyk | Craig Stevens    | Federico Colbertaldo |
| Rim 2009.       | Lin Zhang           | Oussama Mellouli | Ryan Cochrane        |
| Šangaj 2011.    | Sun Yang            | Ryan Cochrane    | Gergő Kis            |
| Barcelona 2013. | Sun Yang            | Michael McBroom  | Ryan Cochrane        |

#### 1500 m slobodno
| SP              | Zlato               | Srebro              | Bronca               |
| --------------- | ------------------- | ------------------- | -------------------- |
| Beograd 1973.   | Stephen Holland     | Rick DeMont         | Brad Cooper          |
| Cali 1975.      | Tim Shaw            | Brian Goodell       | David Parker         |
| Berlin 1978.    | Vladimir Salnjikov  | Borut Petrič        | Robert Hackett       |
| Guayaquil 1982. | Vladimir Salnjikov  | Sviatoslav Semenov  | Darjan Petrič        |
| Madrid 1986.    | Rainer Henkel       | Stefano Battistelli | Daniel Jorgensen     |
| Perth 1991.     | Jörg Hoffmann       | Kieren Perkins      | Stefan Pfeiffer      |
| Rim 1994.       | Kieren Perkins      | Daniel Kowalski     | Steffen Zesner       |
| Perth 1998.     | Grant Hackett       | Emiliano Brembilla  | Daniel Kowalski      |
| Fukuoka 2001.   | Grant Hackett       | Graeme Smith        | Alexei Filipets      |
| Barcelona 2003. | Grant Hackett       | Igor Chervynskyi    | Erik Vendt           |
| Montréal 2005.  | Grant Hackett       | Larsen Jensen       | David Davies         |
| Melbourne 2007. | Mateusz Sawrymowicz | Yuriy Prilukov      | David Davies         |
| Rim 2009.       | Oussama Mellouli    | Ryan Cochrane       | Sun Yang             |
| Šangaj 2011.    | Sun Yang            | Ryan Cochrane       | Gergő Kis            |
| Barcelona 2013. | Sun Yang            | Ryan Cochrane       | Gregorio Paltrinieri |

### Leđni stil

#### 50 m leđno
| SP              | Zlato                  | Srebro                       | Bronca             |
| --------------- | ---------------------- | ---------------------------- | ------------------ |
| Fukuoka 2001.   | Randall Bal            | Thomas Rupprath              | Matt Welsh         |
| Barcelona 2003. | Thomas Rupprath        | Matt Welsh                   | Gerhard Zandberg   |
| Montréal 2005.  | Aristeidis Grigoriadis | Matt Welsh                   | Liam Tancock       |
| Melbourne 2007. | Gerhard Zandberg       | Thomas Rupprath              | Liam Tancock       |
| Rim 2009.       | Liam Tancock           | Junya Koga                   | Gerhardus Zandberg |
| Šangaj 2011.    | Liam Tancock           | Camille Lacourt              | Gerhardus Zandberg |
| Barcelona 2013. | Camille Lacourt        | Jérémy Stravius Matt Grevers | -                  |

#### 100 m leđno
| SP              | Zlato                           | Srebro                       | Bronca              |
| --------------- | ------------------------------- | ---------------------------- | ------------------- |
| Beograd 1973.   | Roland Matthes                  | Michael Stamm                | Lutz Wanja          |
| Cali 1975.      | Roland Matthes                  | John Murphy Malvin Nash      | -                   |
| Berlin 1978.    | Robert Jackson                  | Peter Rocka                  | Romulo Arantes      |
| Guayaquil 1982. | Dirk Richter                    | Rick Carey                   | Vladimir Chementov  |
| Madrid 1986.    | Igor Polanski                   | Dirk Richter                 | Serguei Zaboltnov   |
| Perth 1991.     | Jeff Rouse                      | Mark Tewksbury               | Martin López-Zubero |
| Rim 1994.       | Martin López-Zubero             | Jeff Rouse                   | Tamás Deutsch       |
| Perth 1998.     | Lenny Krayzelburg               | Mark Versfeld                | Stev Theloke        |
| Fukuoka 2001.   | Matt Welsh                      | Örn Arnarson                 | Steffen Driesen     |
| Barcelona 2003. | Aaron Peirsol                   | Arkady Vyatchanin Matt Welsh | -                   |
| Montréal 2005.  | Aaron Peirsol                   | Randall Bal                  | László Cseh         |
| Melbourne 2007. | Aaron Peirsol                   | Ryan Lochte                  | Liam Tancock        |
| Rim 2009.       | Junya Koga                      | Helge Meeuw                  | Aschwin Wildeboer   |
| Šangaj 2011.    | Camille Lacourt Jérémy Stravius |                              | Ryosuke Irie        |
| Barcelona 2013. | Matt Grevers                    | David Plummer                | Jérémy Stravius     |

#### 200 m leđno
| SP              | Zlato               | Srebro              | Bronca            |
| --------------- | ------------------- | ------------------- | ----------------- |
| Beograd 1973.   | Roland Matthes      | Zóltan Verrasztó    | John Naber        |
| Cali 1975.      | Zóltan Verrasztó    | Mark Tonelli        | Paul Hove         |
| Berlin 1978.    | Jesse Vassallo      | Gary Hurring        | Zóltan Verrasztó  |
| Guayaquil 1982. | Rick Carey          | Zoltan Wladar       | Frank Baltrusch   |
| Madrid 1986.    | Igor Polianski      | Frank Baltrusch     | Frank Hoffmeister |
| Perth 1991.     | Martin López-Zubero | Stefano Battistelli | Vladimir Selkov   |
| Rim 1994.       | Vladimir Selkov     | Martin López-Zubero | Royce Sharp       |
| Perth 1998.     | Lenny Krayzelburg   | Ralf Braun          | Mark Versfeld     |
| Fukuoka 2001.   | Aaron Peirsol       | Markus Rogan        | Örn Arnarson      |
| Barcelona 2003. | Aaron Peirsol       | Gordan Kožulj       | Simon Dufour      |
| Montréal 2005.  | Aaron Peirsol       | Markus Rogan        | Ryan Lochte       |
| Melbourne 2007. | Ryan Lochte         | Aaron Peirsol       | Markus Rogan      |
| Rim 2009.       | Aaron Peirsol       | Ryosuke Irie        | Ryan Lochte       |
| Šangaj 2011.    | Ryan Lochte         | Ryosuke Irie        | Tyler Clary       |
| Barcelona 2013. | Ryan Lochte         | Radosław Kawęcki    | Tyler Clary       |

### Prsni stil

#### 50 m prsno
| SP              | Zlato                 | Srebro              | Bronca                |
| --------------- | --------------------- | ------------------- | --------------------- |
| Fukuoka 2001.   | Oleg Lisogor          | Roman Sludnov       | Domenico Fioravanti   |
| Barcelona 2003. | James Gibson          | Oleg Lisogor        | Mihály Flaskay        |
| Montréal 2005.  | Mark Warnecke         | Mark Gangloff       | Kōsuke Kitajima       |
| Melbourne 2007. | Oleg Lisogor          | Brendan Hansen      | Cameron van der Burgh |
| Rim 2009.       | Cameron van der Burgh | Felipe França Silva | Mark Gangloff         |
| Šangaj 2011.    | Felipe França Silva   | Fabio Scozzoli      | Cameron van der Burgh |
| Barcelona 2013. | Cameron van der Burgh | Christian Sprenger  | Giulio Zorzi          |

#### 100 m prsno
| SP              | Zlato                  | Srebro                | Bronca                 |
| --------------- | ---------------------- | --------------------- | ---------------------- |
| Beograd 1973.   | John Hencken           | Mihail Kriukin        | Nobutaka Taguchi       |
| Cali 1975.      | David Wilkie           | Nobutaka Taguchi      | David Leigh            |
| Berlin 1978.    | Walter Kusch           | Graham Smith          | Gerald Mörken          |
| Guayaquil 1982. | Stephen Lundquist      | Victor Davis          | John Moffett           |
| Madrid 1986.    | Victor Davis           | Gianni Minervini      | Dmitri Volkov          |
| Perth 1991.     | Norbert Rózsa          | Adrian Moorhouse      | Gianni Minervini       |
| Rim 1994.       | Norbert Rózsa          | Károly Güttler        | Frederik Deburghgraeve |
| Perth 1998.     | Frederik Deburghgraeve | Qiliang Zheng         | Kurt Grote             |
| Fukuoka 2001.   | Roman Sludnov          | Domenico Fioravanti   | Ed Moses               |
| Barcelona 2003. | Kōsuke Kitajima        | Brendan Hansen        | James Gibson           |
| Montréal 2005.  | Brendan Hansen         | Kōsuke Kitajima       | Hugues Duboscq         |
| Melbourne 2007. | Brendan Hansen         | Kōsuke Kitajima       | Brenton Rickard        |
| Rim 2009.       | Brenton Rickard        | Hugues Dubosq         | Cameron van der Burgh  |
| Šangaj 2011.    | Alexander Dale Oen     | Fabio Scozzoli        | Cameron van der Burgh  |
| Barcelona 2013. | Christian Sprenger     | Cameron van der Burgh | Felipe Lima            |

#### 200 m prsno
| SP              | Zlato                 | Srebro                 | Bronca                              |
| --------------- | --------------------- | ---------------------- | ----------------------------------- |
| Beograd 1973.   | David Wilkie          | John Hencken           | Nobutaka Taguchi                    |
| Cali 1975.      | David Wilkie          | Richard Colella        | Nikolai Pankin                      |
| Berlin 1978.    | Nicholas Nevid        | Arsen Miskarov         | Walter Kusch                        |
| Guayaquil 1982. | Victor Davis          | Robertas Schulpa       | John Moffett                        |
| Madrid 1986.    | Mađarska József Szabó | Victor Davis           | Steven Bentley                      |
| Perth 1991.     | Mike Barrowman        | Norbert Rózsa          | Nicholas Gillingham                 |
| Rim 1994.       | Norbert Rózsa         | Eric Wunderlich        | Károly Güttler                      |
| Perth 1998.     | Kurt Grote            | Jean-Christophe Sarnin | Norbert Rózsa                       |
| Fukuoka 2001.   | Brendan Hansen        | Maxim Podoprigora      | Kōsuke Kitajima                     |
| Barcelona 2003. | Kōsuke Kitajima       | Ian Edmond             | Brendan Hansen                      |
| Montréal 2005.  | Brendan Hansen        | Mike Brown             | Genki Imamura                       |
| Melbourne 2007. | Kōsuke Kitajima       | Brenton Rickard        | Loris Facci                         |
| Rim 2009.       | Dániel Gyurta         | Eric Shanteau          | Christian Sprenger Giedrius Titenis |
| Šangaj 2011.    | Dániel Gyurta         | Kōsuke Kitajima        | Christian vom Lehn                  |
| Barcelona 2013. | Dániel Gyurta         | Marco Koch             | Matti Mattsson                      |

### Leptir stil

#### 50 m leptir
| SP              | Zlato                | Srebro          | Bronca             |
| --------------- | -------------------- | --------------- | ------------------ |
| Fukuoka 2001.   | Geoff Huegill        | Lars Frölander  | Mark Foster        |
| Barcelona 2003. | Matt Welsh           | Ian Crocker     | Evgeny Korotyshkin |
| Montréal 2005.  | Roland Mark Schoeman | Ian Crocker     | Sergiy Breus       |
| Melbourne 2007. | Roland Mark Schoeman | Ian Crocker     | Jakob Andkjær      |
| Rim 2009.       | Milorad Čavić        | Matthew Targett | Rafael Muñoz       |
| Šangaj 2011.    | César Cielo          | Matthew Targett | Geoff Huegill      |
| Barcelona 2013. | César Cielo          | Eugene Godsoe   | Frédérick Bousquet |

#### 100 m leptir
| SP              | Zlato             | Srebro            | Bronca              |
| --------------- | ----------------- | ----------------- | ------------------- |
| Beograd 1973.   | Bruce Robertson   | Josepth Bottom    | Robin Backhaus      |
| Cali 1975.      | Gregory Jagenburg | Roger Pyttel      | William Forrester   |
| Berlin 1978.    | Joseph Bottom     | Gregory Jagenburg | Pär Arvidsson       |
| Guayaquil 1982. | Matthew Gribble   | Michael Groß      | Bengt Baron         |
| Madrid 1986.    | Pablo Morales     | Matt Biondi       | Andrew Jameson      |
| Perth 1991.     | Anthony Nesty     | Michael Groß      | Viatcheslav Kulikov |
| Rim 1994.       | Rafał Szukała     | Lars Frölander    | Denis Pankratov     |
| Perth 1998.     | Michael Klim      | Lars Frölander    | Geoff Huegill       |
| Fukuoka 2001.   | Lars Frölander    | Ian Crocker       | Geoff Huegill       |
| Barcelona 2003. | Ian Crocker       | Michael Phelps    | Andriy Serdinov     |
| Montréal 2005.  | Ian Crocker       | Michael Phelps    | Andriy Serdinov     |
| Melbourne 2007. | Michael Phelps    | Ian Crocker       | Albert Subirats     |
| Rim 2009.       | Michael Phelps    | Milorad Čavić     | Rafael Muñoz Perez  |
| Šangaj 2011.    | Michael Phelps    | Konrad Czerniak   | Tyler McGill        |
| Barcelona 2013. | Chad le Clos      | László Cseh       | Konrad Czerniak     |

#### 200 m leptir
| SP              | Zlato              | Srebro             | Bronca             |
| --------------- | ------------------ | ------------------ | ------------------ |
| Beograd 1973.   | Robin Backhaus     | Steven Gregg       | Hartmut Floecker   |
| Cali 1975.      | William Forrester  | Roger Pyttel       | Brian Brinkley     |
| Berlin 1978.    | Mike Bruner        | Steven Gregg       | Roger Pyttel       |
| Guayaquil 1982. | Michael Groß       | Sergey Fesenko     | Craig Beardsley    |
| Madrid 1986.    | Michael Groß       | Anthony Mosse      | Benny Nielsen      |
| Perth 1991.     | Melvin Stewart     | Michael Groß       | Tamás Darnyi       |
| Rim 1994.       | Denis Pankratov    | Danyon Loader      | Chris-Carol Bremer |
| Perth 1998.     | Denys Sylantyev    | Franck Esposito    | Tom Malchow        |
| Fukuoka 2001.   | Michael Phelps     | Tom Malchow        | Anatoli Poliakov   |
| Barcelona 2003. | Michael Phelps     | Takashi Yamamoto   | Tom Malchow        |
| Montréal 2005.  | Paweł Korzeniowski | Takeshi Matsuda    | Peng Wu            |
| Melbourne 2007. | Michael Phelps     | Peng Wu            | Nikolay Skvortsov  |
| Rim 2009.       | Michael Phelps     | Paweł Korzeniowski | Takeshi Matsuda    |
| Šangaj 2011.    | Michael Phelps     | Takeshi Matsuda    | Peng Wu            |
| Barcelona 2013. | Chad le Clos       | Paweł Korzeniowski | Peng Wu            |

### Mješoviti stilovi

#### 200 m mješovito
| SP              | Zlato                 | Srebro          | Bronca                |
| --------------- | --------------------- | --------------- | --------------------- |
| Beograd 1973.   | Gunnar Larsson        | Stanley Carper  | David Wilkie          |
| Cali 1975.      | András Hargitay       | Bruce Furniss   | Andrey Simornov       |
| Berlin 1978.    | Graham Smith          | Jesse Vassallo  | Alexander Sidorenko   |
| Guayaquil 1982. | Alexander Sidorenko   | William Barrett | Giovanni Francheschi  |
| Madrid 1986.    | Tamás Darnyi          | Alex Baumann    | Wadim Jaroshuk        |
| Perth 1991.     | Tamás Darnyi          | Eric Namesnik   | Christian Gessner     |
| Rim 1994.       | Jani Sievinen         | Greg Burgess    | Attila Czene          |
| Perth 1998.     | Marcel Wouda          | Xavier Marchand | Ron Karnaugh          |
| Fukuoka 2001.   | Massimiliano Rosolino | Tom Wilkens     | Justin Norris         |
| Barcelona 2003. | Michael Phelps        | Ian Thorpe      | Massimiliano Rosolino |
| Montréal 2005.  | Michael Phelps        | László Cseh     | Ryan Lochte           |
| Melbourne 2007. | Michael Phelps        | Ryan Lochte     | László Cseh           |
| Rim 2009.       | Ryan Lochte           | László Cseh     | Eric Shanteau         |
| Šangaj 2011.    | Ryan Lochte           | Michael Phelps  | László Cseh           |
| Barcelona 2013. | Ryan Lochte           | Kosuke Hagino   | Thiago Pereira        |

#### 400 m mješovito
| SP              | Zlato             | Srebro           | Bronca                |
| --------------- | ----------------- | ---------------- | --------------------- |
| Beograd 1973.   | András Hargitay   | Rodney Strachan  | Richard Colella       |
| Cali 1975.      | András Hargitay   | Andrey Simornov  | Hans Joachim Geissler |
| Berlin 1978.    | Jesse Vassallo    | Sergey Fesenko   | András Hargitay       |
| Guayaquil 1982. | Ricardo Prado     | Jens-Peter Bernd | Sergey Fesenko        |
| Madrid 1986.    | Tamás Darnyi      | Wadim Jaroshuk   | Alex Baumann          |
| Perth 1991.     | Tamás Darnyi      | Eric Namesnik    | Stefano Battistelli   |
| Rim 1994.       | Tom Dolan         | Jani Sievinen    | Eric Namesnik         |
| Perth 1998.     | Tom Dolan         | Marcel Wouda     | Curtis Mayden         |
| Fukuoka 2001.   | Alessio Boggiatto | Erik Vendt       | Tom Wilkens           |
| Barcelona 2003. | Michael Phelps    | László Cseh      | Oussama Mellouli      |
| Montréal 2005.  | László Cseh       | Luca Marin       | Oussama Mellouli      |
| Melbourne 2007. | Michael Phelps    | Ryan Lochte      | Luca Marin            |
| Rim 2009.       | Ryan Lochte       | Tyler Clary      | László Cseh           |
| Šangaj 2011.    | Ryan Lochte       | Tyler Clary      | Yuya Horihata         |
| Barcelona 2013. | Daiya Seto        | Chase Kalisz     | Thiago Pereira        |

### Štafetna natjecanja

#### 4x100 m slobodno
| SP              | Zlato                                                                   | Srebro                                                                                   | Bronca                                                                                   |
| --------------- | ----------------------------------------------------------------------- | ---------------------------------------------------------------------------------------- | ---------------------------------------------------------------------------------------- |
| Beograd 1973.   | SAD Melvin Nash Joe Bottom Jim Montgomery John Murphy                   | SSSR Igor Grivennikov Viktor Aboimov Vladimir Krivtsov Vladimir Bure                     | Njemačka Demokratska Republika Roland Matthes Roger Pyttel Peter Bruch Hartmut Floeckner |
| Cali 1975.      | SAD Bruce Furniss Jim Montgomery Andrew Coan John Murphy                | Njemačka Demokratska Republika Klaus Steinbach Dirk Braunleder Kersten Meier Peter Nocke | Italija Roberto Pangaro Paolo Barelli Claudio Zei Marcello Guarducci                     |
| Berlin 1978.    | SAD Jack Babashoff Rowdy Gaines Jim Montgomery David McCagg             | Njemačka Demokratska Republika Andreas Schmidt Ulrich Temp Peter Knust Klaus Steinbach   | Švedska Per Holmertz Dan Larsson Per-Ola Quist Per-Alvar Magnusson                       |
| Guayaquil 1982. | SAD Christopher Cavanaugh Robin Leamy David McCagg Rowdy Gaines         | SSSR Sergey Krassiouk Alexei Filinov Sergei Smiriaguine Alexis Markovski                 | Švedska Per Johansson Bengt Baron Per Holmertz Per Wikström                              |
| Madrid 1986.    | SAD Tom Jager Michael Heath Paul Walace Matt Biondi                     | SSSR Gennady Prigoda Nikolay Ewseen Sergei Smiriaguine Alexis Markovski                  | Njemačka Demokratska Republika Dirk Richter Jörg Woithe Sven Lodziewski Steffen Zesner   |
| Perth 1991.     | SAD Tom Jager Bret Lang Douglas Gjersten Matt Biondi                    | Njemačka Peter Sitt Dirk Richter Steffen Zesner Bengt Zigarsky                           | SSSR Gennady Prigoda Yuri Bashkatov Veniami Troianovitch Vladimir Tkachenko              |
| Rim 1994.       | SAD Jon Olsen Josh Davis Ugur Taner Gary Hall Jr.                       | Rusija Roman Tchegolev Vladimir Predkin Vladimir Pyshnenko Aleksandr Popov               | Brazil Fernando Scherer Teofilo Ferreira Andre Teixeira Gustavo Borges                   |
| Perth 1998.     | SAD Scott Tucker Jon Olsen Neil Walker Gary Hall Jr.                    | Australija Michael Klim Richard Upton Adam Pine Chris Fydler                             | Rusija Aleksandr Popov Vladislav Kulikov Roman Egorov Denis Pankratov                    |
| Fukuoka 2001.   | Australija Michael Klim Ashley Callus Todd Pearson Ian Thorpe           | Nizozemska Mark Veens Johan Kenkhuis Klaas Zwering Pieter van den Hoogenband             | Njemačka Stefan Herbst Torsten Spanneberg Lars Conrad Sven Lodziewski                    |
| Barcelona 2003. | Rusija Andrei Kapralov Ivan Usov Denis Pimankov Aleksandr Popov         | SAD Scott Tucker Neil Walker Ryan Wochomurka Jason Lezak                                 | Francuska Romain Barnier Julien Sicot Fabien Gilot Frédérick Bousquet                    |
| Montréal 2005.  | SAD Michael Phelps Neil Walker Nate Dusing Jason Lezak                  | Kanada Yannick Lupien Rick Say Mike Mintenko Brent Hayden                                | Australija Michael Klim Andrew Mewing Leith Brodie Patrick Murphy                        |
| Melbourne 2007. | SAD Michael Phelps Neil Walker Cullen Jones Jason Lezak                 | Italija Massimiliano Rosolino Alessandro Calvi Christian Galenda Filippo Magnini         | Francuska Fabien Gilot Frédérick Bousquet Julien Sicot Alain Bernard                     |
| Rim 2009.       | SAD Michael Phelps Ryan Lochte Matthew Grevers Nathan Adrian            | Rusija Jevgenij Lagunov Andrej Grečin Danila Isotov Alexander Sukorukov                  | Francuska Fabien Gilot Alain Bernard Grégory Mallet Frédérick Bousquet                   |
| Šangaj 2011.    | Australija James Magnussen Matthew Targett Matthew Abood Eamon Sullivan | Francuska Alain Bernard Jérémy Stravius William Meynard Fabien Gilot                     | SAD Michael Phelps Garrett Weber-Gale Jason Lezak Nathan Adrian                          |
| Barcelona 2013. | Francuska Yannick Agnel Florent Manaudou Fabien Gilot Jérémy Stravius   | SAD Nathan Adrian Ryan Lochte Anthony Ervin James Feigen                                 | Rusija Andrey Grechin Nikita Lobintsev Vladimir Morozov Danila Izotov                    |

#### 4x200 m slobodno
| SP              | Zlato                                                                                         | Srebro                                                                                     | Bronca                                                                                    |
| --------------- | --------------------------------------------------------------------------------------------- | ------------------------------------------------------------------------------------------ | ----------------------------------------------------------------------------------------- |
| Beograd 1973.   | SAD Kurt Krumpholz Robin Backhaus Richard Klatt Jim Montgomery                                | Australija John Kulasalu Stephen Badger Brad Cooper Michael Wenden                         | Njemačka Demokratska Republika Klaus Steinbach Werner Lampe Peter Nocke Folkert Meeuw     |
| Cali 1975.      | Njemačka Demokratska Republika Klaus Steinbach Werner Lampe Hans Joachim Geissler Peter Nocke | Ujedinjeno Kraljevstvo Alan McClatchey Gary Jameson Gordon Downie Brian Brinkley           | SSSR Alexandre Samsonov Anatoli Ribakov Viktor Aboimov Andrei Krilov                      |
| Berlin 1978.    | SAD Bruce Furniss Bill Forrester Robert Hackett Rowdy Gaines                                  | SSSR Sergei Rusin Andrei Krylov Vladimir Salnjikov Sergey Kopliakov                        | Njemačka Demokratska Republika Andreas Schmidt Peter Knust Karsten Lippmann Frank Wenmann |
| Guayaquil 1982. | SAD Richard Saeger Jeffrey Float Kyle Miller Rowdy Gaines                                     | SSSR Vladimir Chemetov Juar Stukolkin Vladimir Salnjikov Alexei Filinov                    | Njemačka Demokratska Republika Andreas Schmidt Dirk Korthals Rainer Henkel Michael Groß   |
| Madrid 1986.    | Njemačka Demokratska Republika Lars Hinnenburg Thomas Flemming Dirk Richter Sven Lodziewski   | Njemačka Demokratska Republika Rainer Henkel Michael Groß Alexande Schowtka Thomas Fahrner | SAD Eric Boyer Michael Heath Daniel Jorgensen Matt Biondi                                 |
| Perth 1991.     | Njemačka Peter Sitt Steffen Zesner Stefan Pfeiffer Michael Groß                               | SAD Troy Dalbey Melvin Stewart Daniel Jorgensen Douglas Gjertsen                           | Italija Emanuel Idini Roberto Gleria Stefano Battistelli Giorgio Lamberti                 |
| Rim 1994.       | Švedska Christer Wallin Tommy Werner Lars Frölander Anders Holmertz                           | Rusija Yuri Mukhin Vladimir Pyshnenko Denis Pankratov Roman Tchegolev                      | Njemačka Andreas Szigat Christian Keller Oliver Lampe Steffen Zesner                      |
| Perth 1998.     | Australija Michael Klim Ian Thorpe Grant Hackett Daniel Kowalski                              | Nizozemska Pieter van den Hoogenband Martijn Zuijdweg Mark van der Zijden Marcel Wouda     | Ujedinjeno Kraljevstvo Paul Palmer Andrew Clayton Gavin Meadows James Salter              |
| Fukuoka 2001.   | Australija Grant Hackett Bill Kirby Michael Klim Ian Thorpe                                   | Italija Emiliano Brembilla Matteo Pelliciari Andrea Beccari Massimiliano Rosolino          | SAD Scott Goldblatt Nate Dusing Chad Carvin Klete Keller                                  |
| Barcelona 2003. | Australija Grant Hackett Craig Stevens Nicholas Sprenger Ian Thorpe                           | SAD Michael Phelps Nate Dusing Aaron Peirsol Klete Keller                                  | Njemačka Johannes Oesterling Lars Conrad Stefan Herbst Christian Keller                   |
| Montréal 2005.  | SAD Michael Phelps Ryan Lochte Peter Vanderkaay Klete Keller                                  | Kanada Brent Hayden Colin Russell Rick Say Andrew Hurd                                     | Australija Nicholas Sprenger Patrick Murphy Andrew Mewing Grant Hackett                   |
| Melbourne 2007. | SAD Michael Phelps Ryan Lochte Klete Keller Peter Vanderkaay                                  | Australija Patrick Murphy Andrew Mewing Grant Bris Kenrick Monk                            | Kanada Brian Johns Brent Hayden Rick Say Andrew Hurd                                      |
| Rim 2009.       | SAD Michael Phelps Ricky Berens David Walters Ryan Lochte                                     | Rusija Nikita Lobinzev Michail Poliščuk Danila Isotov Alexander Sukorukov                  | Australija Kenrick Monk Robert Hurley Tommaso D'Orsogna Patrick Murphy                    |
| Šangaj 2011.    | SAD Michael Phelps Peter Vanderkaay Ricky Berens Ryan Lochte                                  | Francuska Yannick Agnel Grégory Mallet Jérémy Stravius Fabien Gilot                        | NR Kina Wang Shun * Zhang Lin Li Yunqi Sun Yang                                           |
| Barcelona 2013. | SAD Conor Dwyer Ryan Lochte Charlie Houchin Ricky Berens                                      | Rusija Danila Izotov Nikita Lobintsev Artem Lobuzov Alexander Sukhorukov                   | NR Kina Wang Shun Hao Yun Li Yunqi Sun Yang                                               |

#### 4x100 m mješovito
| SP              | Zlato                                                                         | Srebro                                                                                   | Bronca                                                                                  |
| --------------- | ----------------------------------------------------------------------------- | ---------------------------------------------------------------------------------------- | --------------------------------------------------------------------------------------- |
| Beograd 1973.   | SAD Michael Stamm John Hencken Joe Bottom Jim Montgomery                      | Njemačka Demokratska Republika Roland Matthes Jurgen Glas Hartmut Floeckner Roger Pyttel | Kanada Ian McKenzie Peter Hrditschka Bruce Robertson Brian Phillips                     |
| Cali 1975.      | SAD John Murphy Richard Colella Gregory Jagenburg Andrew Coan                 | SR Njemačka Klaus Steinbach Walter Kusch Michael Kraus Peter Nocke                       | Ujedinjeno Kraljevstvo James Carter David Wilkie Brian Brinkley Gordon Downie           |
| Berlin 1978.    | SAD Robert Jackson Nicholas Nevid Joe Bottom David McCagg                     | SR Njemačka Klaus Steinbach Walter Kusch Michael Kraus Andreas Schmidt                   | Ujedinjeno Kraljevstvo Gary Abraham Duncan Goodhew John Mills Martin Smith              |
| Guayaquil 1982. | SAD Rick Carey Stephen Lundquist Matthew Gribble Rowdy Gaines                 | SSSR Vladimir Chemetov Youri Kiss Alexei Markovski Sergei Smiriaguine                    | Njemačka Demokratska Republika Stefan Peter Gerald Moerken Michael Groß Andreas Schmidt |
| Madrid 1986.    | SAD Daniel Veatch David Lundberg Pablo Morales Matt Biondi                    | Njemačka Demokratska Republika Frank Hoffmeister Bert Goebel Michael Groß Andre Schadt   | SSSR Igor Polianski Dimitri Volkov Alexei Markowski Nikolai Ewseew                      |
| Perth 1991.     | SAD Jeff Rouse Eric Wunderlich Mark Henderson Matt Biondi                     | SSSR Vladimir Shemetov Dimitri Volkov Viatcheslav Kulikov Veniami Troianovitch           | Njemačka Frank Hoffmeister Christian Poswiat Michael Groß Dirk Richtert                 |
| Rim 1994.       | SAD Jeff Rouse Eric Wunderlich Mark Henderson Gary Hall Jr.                   | Rusija Vladimir Selkov Vasily Ivanov Denis Pankratov Aleksandr Popov                     | Mađarska Tamás Deutsch Norbert Rózsa Péter Horváth Attila Czene                         |
| Perth 1998.     | Australija Matt Welsh Phil Rogers Michael Klim Chris Fydler                   | SAD Lenny Krayzelburg Kurt Grote Neil Walker Gary Hall Jr.                               | Mađarska Attila Czene Norbert Rózsa Péter Horváth Attila Zubor                          |
| Fukuoka 2001.   | Australija Matt Welsh Regan Harrison Geoff Huegill Ian Thorpe                 | Njemačka Steffen Driesen Jens Kruppa Thomas Rupprath Torsten Spanneberg                  | Rusija Valdislav Aminov Dmitry Komornikov Vladilsav Kulikov Dimitri Tchernychev         |
| Barcelona 2003. | SAD Aaron Peirsol Brendan Hansen Ian Crocker Jason Lezak                      | Rusija Arkady Vyatchanin Roman Ivanovski Igor Marchenko Aleksandr Popov                  | Japan Tomomi Morita Kōsuke Kitajima Takashi Yamamoto Daisuke Hosokawa                   |
| Montréal 2005.  | SAD Aaron Peirsol Brendan Hansen Ian Crocker Jason Lezak                      | Rusija Arkady Vyatchanin Dmitry Komornikov Igor Marchenko Andrey Kapralov                | Japan Tomomi Morita Kōsuke Kitajima Ryo Takayasu Daisuke Hosokawa                       |
| Melbourne 2007. | Australija Matt Welsh Brenton Rickard Andrew Lauterstein Eamon Sullivan       | Japan Tomomi Morita Kōsuke Kitajima Takashi Yamamoto Daisuke Hosokawa                    | Rusija Arkady Vyatchanin Dmitry Komornikov Nikolay Skvortsov Evgeny Lagunov             |
| Rim 2009.       | SAD Aaron Peirsol Eric Shanteau Michael Phelps David Walters                  | Njemačka Helge Meeuw Hendrik Feldwehr Benjamin Starke Paul Biedermann                    | Australija Ashley Delaney Brenton Rickard Andrew Lauterstein Matthew Targett            |
| Šangaj 2011.    | SAD Nicholas Thoman Mark Gangloff Michael Phelps Nathan Adrian                | Australija Hayden Stoeckel Brenton Rickard Geoff Huegill James Magnussen                 | Njemačka Helge Meeuw Hendrik Feldwehr Benjamin Starke Paul Biedermann                   |
| Barcelona 2013. | Francuska Camille Lacourt Giacomo Perez d'Ortona Jérémy Stravius Fabien Gilot | Australija Ashley Delaney Christian Sprenger Tommaso D'Orsogna James Magnussen           | Japan Ryosuke Irie Kosuke Kitajima Takuro Fujii Shinri Shioura                          |